# Байсары (Акмолинская область)
Байсары́ (каз. Байсары) — село в Ерейментауском районе Акмолинской области Казахстана. Входит в состав Бестогайского сельского округа. Код КАТО — 114635200.

## География
Село расположено на берегу реки Силети, в западной части района, на расстоянии примерно 48 километров (по прямой) к северо-западу от административного центра района — города Ерейментау, в 2 километрах к юго-востоку от административного центра сельского округа — села Бестогай.
Абсолютная высота — 230 метров над уровнем моря.
Ближайшие населённые пункты: село Бестогай — на северо-западе.
Близ села проходит автодорога республиканского значения — Р-6 «Макинск — Аксу — Торгай». 

## История
В 1989 году село административно входило в состав Ильинскому сельсовету Селетинского района. 
После упразднения Селетинского района в 1997 году — в составе Ерейментауского района Акмолинской области.
Совместным решением Акима Акмолинской области и Акмолинского областного маслихата от 26 декабря 2003 года N 3C-3-12, село Чилинка было переведено в категорию иных поселений и исключено из учётных данных, поселение села вошло в состав села Байсары (по переписи 1999 года, в селе Чилинка проживало — 221 чел.). 

## Население
В 1989 году население села составляло 323 человек (из них казахи — 100 %).
В 1999 году население села составляло 522 человека (262 мужчины и 260 женщин). По данным переписи 2009 года, в селе проживало 265 человек (132 мужчины и 133 женщины).
| Численность населения | Численность населения | Численность населения |
| 1989                  | 1999                  | 2009                  |
| --------------------- | --------------------- | --------------------- |
| 323                   | ↗522                  | ↘265                  |

## Улицы[7]
- ул. Женис
- ул. им. Алгожи Маканбедиева